# Визирка (заказник)

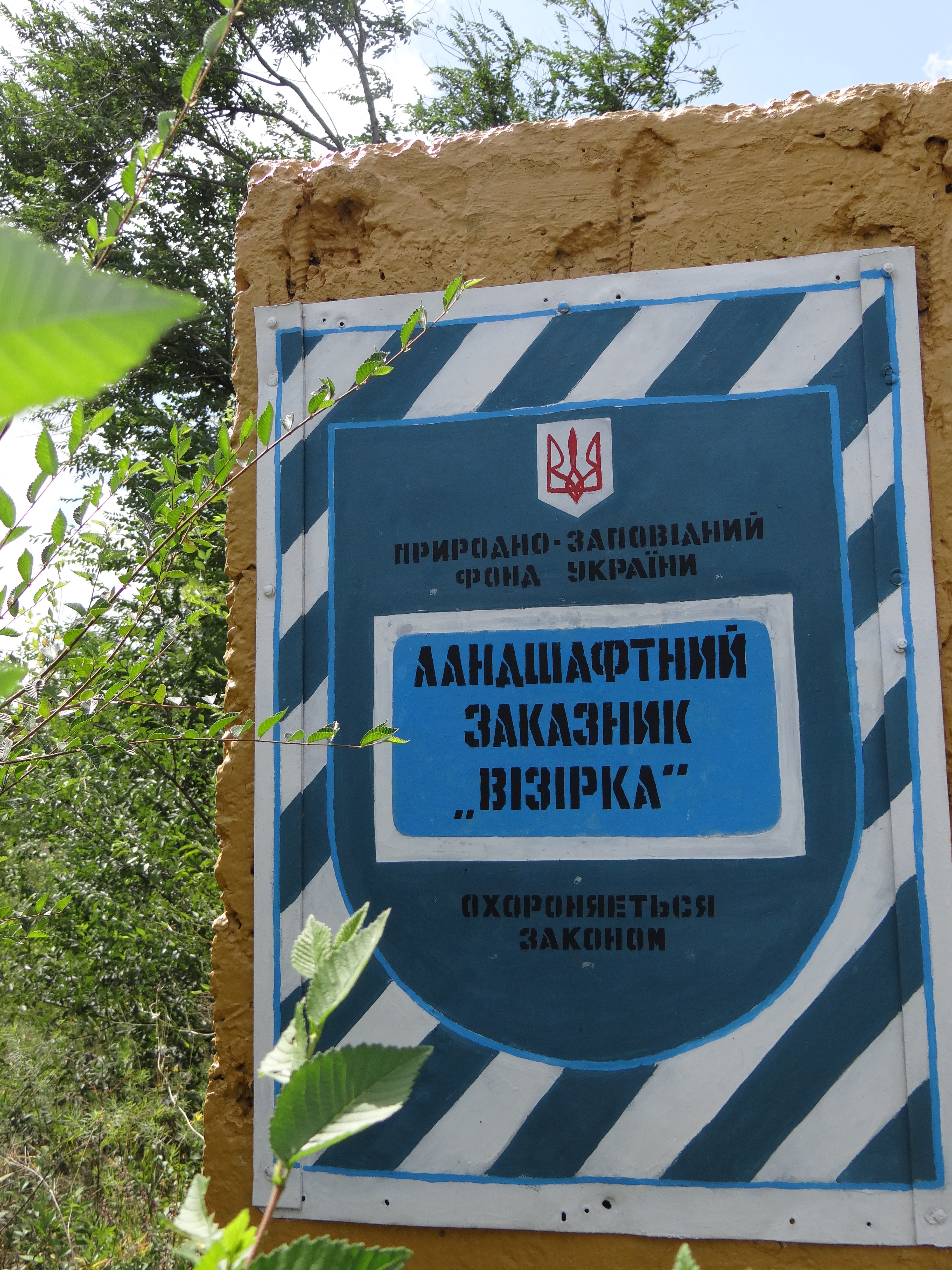

Визирка — ландшафтный заказник местного значения в Центрально-Городском районе города Кривой Рог Днепропетровской области.

## История
Месторождение разрабатывалось Малодобровольским рудником, заложенным в 1897 году на землях помещика В. П. Добровольского. Железорудный пласт залегал с севера на юг почти прямолинейно в виде «визира». Добыча велась шахтой «Визирка».
В середине 1970-х годов были вскрыты карьеры для разработки месторождения, но из-за уничтожения довоенных карт шахты «Визирка», добыча началась над отработанными выработками. В 1978 году экскаватор, грузивший породу, провалился в выработку, добыча была остановлена.
Создан по инициативе Ингулецкого ГОКа и Днепропетровского университета проблем природопользования и экологии НАН Украины.
Объявлен объектом природно-заповедного фонда решением исполкома Днепропетровского областного совета № 502-19/XXIII от 28 декабря 2001 года.
В 2008 году руководство ИнГОКа было удостоено Государственной премии в области науки и техники за создание ландшафтного заказника «Визирка».

## Характеристика
Самый большой ландшафтный заказник на Криворожье, площадью более 121 гектара.  Находится в ведении Ингулецкого горно-обогатительного комбината.
Расположен на отработанных землях на северной окраине Ингульца в районе Красная Горка в Ингулецком районе Кривого Рога и Широковском районе Днепропетровская области.
Представлены горнопромышленные ландшафты: затопленные карьеры, отвалы, дренажные коммуникации.
В заказнике формируется искусственный горно-озёрный ландшафт со вторичной экосистемой.
В состав могут войти отвалы карьеров №1 и №3 ИнГОК с площадью 107 и 141,1 га.

### Участки
- Отвалы: 42 га (34,7%);
- Борта карьеров: 19,3 га (15,9%);
- Прибрежная полоса в карьерах: 1,2 га (1%);
- Водная поверхность в карьерах: 91,1 га (75,2%), озеро №1 «Визирка северная» — 1,98 га, озеро № 2 «Визирка северо-западная» — 3,94 га, озеро № 3 «Визирка юго-западная» — 2,73 га;
- Остатки зональной степной растительности вне карьеров и отвалов: 30 га (24,8%);
- Нарушенные земли: 30 га (24,8%).

На борту карьера заказника находится свалка района Ингулец.
Зафиксировано 693 вида живой природы.

## Растительный мир
На начальных этапах зарастания отвалов встречалось 17 видов растений, преобладали  овсяница, келерия, мятлик, бромус. Через 5—6 лет количество видов достигало 32, через  8—10 лет — 68. Деревья и кустарники представлены видами маслинка узколистная, акация белая, груша обыкновенная, яблоня домашняя, разные виды шиповника, абрикос обыкновенный, вишня магалебская, терн степной, боярышник, вяз граблистый, тополь, ясен, клён ясенелистный.
За 27—40 лет отвалы заросли деревьями, кустарниками, травами. Произрастает 99 видов типичных степных растений, преобладают костра валлийская, кипец гребенчатый, чистец прямой, шалфей сухостепной, тысячелистник обыкновенный, молочай степной, полынь австрийский, цикорий дикий.
Встречаются растения, занесённые в Красную книгу, например, ковыль.

## Животный мир
Животный мир представлен многими видами. Насчитывается 43 вида птиц, среди которых седой дятел, занесённый в Региональный Красный список, ещё 14 видов охраняются Бернской конвенцией: ястреб большой, ушастая сова, дятел большой, зеленяк, щелчок, синица большая, голубая синица и другие. Типичные виды: воробей домашний, воробей полевой, куропатка серая, фазаны, мартин желтоногий, серая ворона, сорока обыкновенная, сойка, чёрный дрозд и другие.
Среди млекопитающих встречаются дикий кабан, обычная лиса, ласка, заяц-русак, поливка обыкновенная, мышак полевой, косуля, ёж обыкновенный, землеройка, суслик, соня и хомяк обыкновенный.
Пресмыкающиеся представлены быстрой ящерицей и водяным ужем и краснокнижными видами степной гадюкой восточной и желтобрюшным полозом. Среди амфибий зелёная жаба и озёрная жаба.
Обитают 542 вида насекомых.